# Неофит Мъгленски
Неофит (на гръцки: Νεόφυτος, Неофитос) е гръцки духовник, митрополит на Вселенската патриаршия.

## Биография
Роден е във Влашка Блаца. На 12 април 1824 година е избран за мъгленски митрополит. Той мести центърът на епархията от Емборе в Лерин. В 1855 година Неофит Мъгленски прави свой протосингел протойерей Константин Гулабчев, който го придружава при обиколките на епархията, а често го и замества. Неофит е споменат в ктиторския надпис на храма „Рождество Богородично“ в Долно Клещино.
Неофит остава на поста до смъртта си през 1858 година.